# Filip Gačevski
Filip Gačevski (in macedone Филип Гачевски?; Murska Sobota, 17 agosto 1990) è un calciatore macedone con cittadinanza slovena, portiere del Vardar.

## Palmarès

### Club

#### Competizioni nazionali
- Campionato macedone: 3

Vardar: 2015-2016, 2016-2017, 2019-2020
- Supercoppa di Macedonia: 1

Vardar: 2015
- Coppa di Macedonia: 1

Vardar: 2024-2025